# ANTARES

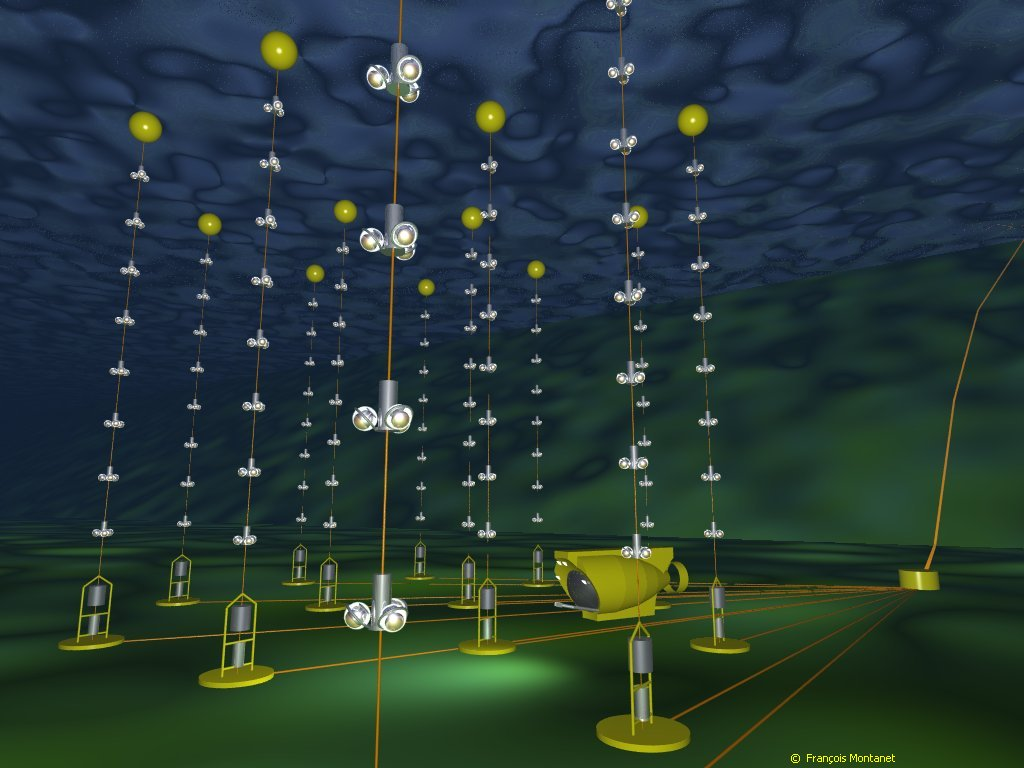
Antaresニュートリノ検出器とノティールのイラスト。

ANTARESは、フランス・トゥーロン沖合の地中海の水面下2.5kmにあるニュートリノ検出器である。地球の南半球方向からくる宇宙起源のニュートリノ束に対する指向性ニュートリノ望遠鏡として使い、南極にあり両半球からのニュートリノを検出するニュートリノ検出器IceCubeを補完するために設計された。この名前はAstronomy with a Neutrino Telescope and Abyss environmental RESearch projectからくる頭文字で、著名な星であるアンタレスの名前でもある。近隣地域で使うために設計されたその他のニュートリノ望遠鏡用にギリシャのNESROR望遠鏡、イタリアのNEMO望遠鏡があるが、いずれも初期の設計段階である。

## デザイン
12本の垂直な糸状の光電子増倍管が離れて並んでいる。それぞれ75個の光学モジュールを持ち、長さは約350メートルである。海底の深さ約2.5㎞にそれぞれ約70メートルくらい離れて固定されている。 ニュートリノが地球の南半球に入射したとき、たいていはそのまま通り抜けていく。しかし、まれに少数のミューオンニュートリノが地中海の水と相互作用する。そうすると、高エネルギーのミューオンが生み出される。ANTARESはミューオンが水中を通過するときに放出されるチェレンコフ放射を光電子増倍管で検出することによって動作する。この検出技術を使うことで、検出器より下の物質（地球）と相互作用したミューニュートリノによる「上へ向かうミューオン」とより多くのフラックスがある「下へ向かう大気ミューオン」のサインを識別することができる。
 南極のニュートリノ望遠鏡AMANDAやIceCubeと異なり、ANTARESはチェレンコフ放射の媒体として氷ではなく水を用いている。水中では氷よりも光が散乱されにくいため、分解能がよくなる。一方、水には氷よりも多くのバックグラウンド光源が含まれ（海塩中の放射性同位元素カリウム-40や生物発光）、これによりANTARESのエネルギー閾値はIceCubeより高くなり、より洗練されたバックグラウンド抑制方法が必要となる。

## 建造の歴史
ANTARESの建造は最初の糸が配備されてから2年後の2008年5月30日に完了した。初期試験は2000年に開始した。地震計のような検出器に間接的に関連する機器は2005年に配備された。最初の光電子増倍管の糸は2006年2月に設置された。2006年9月に2本目の接続に成功した。3、4、5本目のラインは2006年末に配備され、2007年1月に接続された。これによってAntaresが（バイカルニュートリノ望遠鏡を追い抜いて）北半球最大のニュートリノ望遠鏡となる重要な一歩であった。6、7、8、9、10本目のラインは2007年3月から11月初旬までの間に配備され、2007年12月および2008年1月に接続された。2008年5月から完成した12本の配置で稼働している。
検出器の配備、接続はフランス海洋研究所IFREMERとの協力により、現在は無人潜水機ROV、過去の作業では潜水艇ノティールを用いて行われた。

## 実験の目標
ANTARESプロジェクトは南極のアイスキューブ・ニュートリノ観測所を補完する。2つのプロジェクトの検出原理はよく似ているが、ANTARESは南半球方向のみに注目している。地中海に位置しているおかげで、ANTARESは多くの銀河の線源を含む領域である南天の100TeV以下のエネルギーのニュートリノに対する感度がより高い。 ANTARESは高エネルギーな起源、特に1010 から1014 電子ボルト (10 GeV -100 TeV)のニュートリノを検出できる。長年にわたり運転することで、南半球の宇宙起源ニュートリノ束のマップを作ることが可能になるだろう。特に興味深いのは他の帯域による観測と相関があるかもしれない天体点源（ANTARESと共通の視野を持つナミビアのヘス望遠鏡で観測されたはガンマ線源など）のニュートリノの検出である。
このほか宇宙・素粒子物理学の側面では、ANTARES望遠鏡は太陽（通常の太陽ニュートリノはANTARESのエネルギー範囲外である）または銀河核におけるニュートラリーノの対消滅という形で暗黒物質を探索するなどいくつかの素粒子物理学の基礎的な問題にも取り組むだろう。暗黒物質の直接探索を行うDAMA、CDMS、LHCにおける様々な実験とは大きく異なる方法を採用しているため、補完的な感度が期待される。ニュートラリーノの信号を検出することで超対称性の確認にもなるが、一般的にANTARESの感度レベルでは難しいと考えられている。ANTARESで測定できる可能性のある他の「エキゾチック」な現象にはnucleariteや磁気単極子がある。

## 結果
最初のニュートリノの検出が報告されたのは2007年2月である。
6年間のデータを用い、銀河核のニュートリノ点源を探索したが見つからなかった。大気ニュートリノ振動も測定された
。

## 追加の計装
宇宙ニュートリノのためのメインの光検出器に加えて、ANTARES実験は塩分濃度や酸素のプローブ、海流プロファイラー、光伝達と音速の測定装置などの深海環境を研究するための多数の機器も収納している。また、発光する生物を自動追跡するためのカメラシステムも設置されている。これらの機器による結果は、検出器を校正するうえで重要であるとともに、ANTARESの共同研究者である海洋科学研究所にも共有される。ANTARES検出器には自由浮体式検出器を配置するための音響測位システムが含まれるが、独立した専用音響検出システムのアマデウスも収納しており、これは深海におけるニュートリノの音響による検出可能性を評価のためのハイドロフォンを持つ6つの改装されたANTARESの階層から成る。 これらの音響階層のうち最初の3つは「計装ライン」に、他の3つは12本のラインに含まれる。